# Ángel José Battistessa
Ángel José Battistessa (* 17. August 1902 in Buenos Aires; † 26. Oktober 1993 ebenda) war ein argentinischer Romanist, Hispanist, Französist, Italianist, Germanist, Anglist und Übersetzer.

## Leben und Werk
Battistessa studierte in Europa bei  Ramón Menéndez Pidal, Américo Castro, Agustín Millares Carlo, Manuel de Montoliu, Friedrich Gundolf, Eugeni d’Ors, Arturo Farinelli, Karl Vossler, Hans Rheinfelder, August Liebmann Mayer, Ernest Martinenche, Paul Hazard, Gustave Cohen, Daniel Mornet, Fortunat Strowski, Ferdinand Brunot, Manuel Gómez-Moreno, Gustave Fougères, Louis Hourticq und Henri Focillon.
Er lehrte ab 1937 an der Universität Buenos Aires und wurde dort Nachfolger von Ricardo Rojas. Am "Instituto Superior del Profesorado" war er Nachfolger von Pedro Henríquez Ureña.
1958 gehörte er zu den Begründern der Päpstlichen Katholischen Universität von Argentinien und wurde dort mehrfach Dekan. Ferner lehrte er in Bahía Blanca (von 1950 bis 1955), sowie an der Universidad Nacional del Litoral in Rosario.
Battistessa war Präsident der Argentinischen Dante-Gesellschaft. Er gab mehrere Zeitschriften heraus, darunter Logos. Revista de la Facultad de filosofia y letras (ab 1941). Er war Ehrendoktor der Universitäten von Buenos Aires (1973) und La Plata (1978). Ab 1959 war er Mitglied (und mehrfach Präsident) der Academia Argentina de Letras.
1977 erhielt er den Gran Premio de Honor de la Sociedad Argentina de Escritores.
Battistessa war Träger des Bundesverdienstkreuzes (Großes Verdienstkreuz, Komtur, 1982).

## Werke

### Monografien
- Poetas y prosistas españoles, Buenos Aires 1943
- Rainer María Rilke. Itinerario y estilo, Buenos Aires 1950
- El poeta en su poema, Buenos Aires 1965 (Vorwort von Dámaso Alonso)
- Néstor Emilio Roman, Buenos Aires 1967
- El prosista en su prosa, Buenos Aires 1969
- Oir con los ojos. Shakespeare en algunos de sus textos, La Plata 1969 (mit Übersetzungen)
- Ricardo Güiraldes. En la huella espiritual y expresiva de un argentino, 1886-1986, Buenos Aires 1987

### Herausgeber
- (mit Américo Castro und Agustín Millares Carlo) Biblia medieval romanceada, según los manuscritos escurialenses I-j-3, I-j-8 y I-j-6. I. Pentateuco, Buenos Aires 1927
- Juan del Encina, Canciones, Buenos Aires 1941
- Esteban Echeverría, La Cautiva. El Matadero, Buenos Aires 1946
- José Hernández, Martín Fierro, Buenos Aires 1958, Madrid 1994
- Rubén Darío. Semblanza y florilegio, Buenos Aires 1988
- Estanislao del Campo, " Fausto". Su prefiguración periodística, Buenos Aires 1989

### Übersetzer
- La canción de Roldán, Buenos Aires 1942, 1947, 1966 (Rolandslied)
- Paul Claudel, La anunciación a María. Traducción y estudio,  Buenos Aires 1944
- La flauta de jade, Buenos Aires 1947 (chinesische Gedichte, aus dem Französischen von Franz Toussaint, 1879–1955)
- Paul Claudel, Juana de Arco en la hoguera. Versión y estudio, Buenos Aires 1948
- Paul Claudel, Partición de mediodía. Versión y estudio, Buenos Aires 1951
- Paul Valéry, Política del espíritu, Buenos Aitres 1961
- Rainer Maria Rilke, El canto del amor y la muerte del corneta Cristóbal Rilke, Buenos Aires 1964
- Dante Alighieri, La divina comedia, Buenos Aires 1972